# Kali cyanat
Kali cyanat là một hợp chất vô cơ với công thức hóa học KOCN (đôi khi được viết KCNO). Nó là một chất rắn không màu. Nó được sử dụng để điều chế nhiều hợp chất khác bao gồm cả chất diệt cỏ. Sản lượng muối kali và natri trên toàn cầu là 20.000 tấn vào năm 2006.

## Ứng dụng
Đối với hầu hết các ứng dụng, muối kali và natri có thể được sử dụng thay thế cho nhau. Kali cyanat thường được ưu tiên hơn natri cyanat, do natri cyanat ít tan trong nước và ít có sẵn ở dạng tinh khiết.
Kali cyanat được sử dụng làm nguyên liệu cơ bản cho các tổng hợp hữu cơ khác nhau, bao gồm các dẫn xuất urê, semicacbazit, cacbamat và isocyanat. Ví dụ, nó được sử dụng để chuẩn bị thuốc hydroxyurea. Nó cũng được sử dụng để xử lý nhiệt các kim loại.

### Dùng trong trị liệu
Kali cyanat đã được sử dụng để giảm tỷ lệ phần trăm hồng cầu lưỡi liềm dưới những điều kiện nhất định và cũng làm tăng số lượng các biến dạng. Trong một dung dịch, nó đã ngăn ngừa sự ức chế của các hemoglobin trong hồng cầu trong quá trình oxy hóa. Các bác sĩ thú y cũng cho biết kali cyanat có tác dụng trong điều trị bệnh ký sinh trùng ở cả chim và động vật có vú.

## Điều chế
KOCN được điều chế bằng cách nung urê với kali cacbonat ở 400 ℃:
2CO(NH2)2 + K2CO3 → 2KOCN + (NH4)2CO3
Phản ứng tạo ra chất lỏng. Các chất trung gian và tạp chất bao gồm biuret, axit cyanuric và kali allophanat (KO2CNHCONH2), cũng như urê ban đầu không phản ứng nhưng các chúng sẽ phản ứng ở 400 ℃.
Các tinh thể kali cacbonat bị phá huỷ bởi quá trình nóng chảy để urê có thể phản ứng với hầu hết các ion kali để chuyển thành kali cyanat với tỷ lệ cao hơn khi ở dạng muối. Điều này làm cho nó dễ dàng đạt được độ tinh khiết cao hơn trên 95%. Nó cũng có thể được làm bằng cách oxy hóa kali cyanide ở nhiệt độ cao với sự có mặt của oxy hoặc khử oxit, chẳng hạn như chì, thiếc, hoặc mangan dioxide và trong dung dịch nước bằng phản ứng với hypoclorit hoặc hydro peroxide. Một cách khác để tổng hợp nó là cho phép một kim loại kiềm, cyanide, để phản ứng với oxy trong bình chứa niken trong điều kiện kiểm soát. Nó có thể được hình thành bởi quá trình oxy hóa ferrocyanide. Cuối cùng, nó có thể được làm bằng cách nung kali cyanide với chì oxit.